# François Grin
François Grin (14 de setembro de 1959) é um economista suíço especialista em economia das línguas. 
Obteve PhD em economia pela Universidade de Genebra onde é professor de economia desde 2003 e diretor do Observatório de Economia, Linguística e Formação, lecionou também na Universidade de Montreal e na Universidade de Washington.
Redigiu um estudo nomeado O Ensino das Línguas Estrangeiras como Política Pública, conhecido como relatório Grin em 2005.
Em 2008 participou como palestrante no Simpósio Internacional de Direitos Linguísticos da ONU em Genebra apresentando o tema "L'intercompréhension comme stratégie pour la justice linguistique" (A compreensão como estratégia para a justiça linguística), em que tratou a compreensão passiva de outras línguas.

## Artigos, estudos e palestras
- Discurso sobre Esperanto e política linguística, Genebra (2009)
- Ensino de línguas estrangeiras: análise das políticas, Florença (2006)
- L'enseignement des langues étrangères comme politique publique, 125 p. (2005)
- Coûts et justice linguistique dans l'élargissement de l'Union européenne, (2004)
- Language Policy Evaluation and the European Charter for Regional or Minority Languages (2003)
- Diversity as paradigm, analytical device, and policy goal (2003)
- Les langues de l'immigration au travail: le cas du turc en Suisse francophone (2002)
- Bilingual education and linguistic governance: the Swiss experience (2002)
- On Effectivenes and Efficiency in Education: Operationalizing the Concepts (2001)
- Kalmykia, Victim of Stalinist Genocide: From Oblivion to Reassertion (2001)
- English as Economic Value: Facts and Fallacies (2001)
- Language planing as Diversity Management: Some Analytical Principles (1999)
- Language-Based Earnings Differentials on the Swiss Labour Market: Is Italian a Liability? (1998)
- Language Policy Developments in Switzerland: Needs, Opportunities and Challenges for the Next Few Years (1997)
- Gérer le plurilinguisme européen: approche économique au problème de choix (1997)
- Pourquoi un débat sur la politique linguistique suisse? (1996)
- Conflit ethnique et politique linguistique (1996)
- The Economics of Language: Survey, Assessment and Prospects (1996)
- Economic Approaches to Language and Language Planing: An Introduction (1996)
- The Economics of Language Competence: A Research Project of the Swiss National Science Foundation (1995)
- Acquis et perspectives de l’économie de l’éducation: survol introductif et considérations sur le contexte suisse (1995)
- The Bilingual Advertising Decision (1994)
- The Economics of Language: Match or Mismatch? (1994)
- The Revelance of Thresholds in Language Shift and Reverse Language Shift (1993)
- European Economic Integration and the Fate of Lesser Used Languages (1993)
- Towards a Threshold Theory of Minority Language Survival (1992)
- The Estonian Language Law: Presentation with Comments (1991)
- The Economic Approach to Minority Languages (1990)